# Agent (handel)
För andra betydelser, se Agent.
En agent inom företagsekonomi är ett företag som har rätten att sälja varor åt ett annat företag. Agenten erhåller sin rätt genom ett avtal med företaget (huvudmannen) som bland annat reglerar marknadens och provisionens storlek. Har agenten ensamrätt på marknaden kallas denne generalagent. Avtalstiden är ofta flera år. Agenten tar inga ekonomiska risker då denne normalt inte för ett eget lager. Priser, kundförhandlingsvillkor och leveransvillkor fastställs av huvudmannen. Huvudmannen ansvarar för kundleveransen. Hos vissa agenter ingår kundsupport och service.
Den vanligaste formen av agentur innebär att ett företag har rätt att sälja varor åt ett annat företag i det företagets namn. Ibland tar agenten bara upp beställningar och skickar dessa till huvudmannen, men ibland har agenten också rätt att ingå avtal i huvudmannens namn. Det är ganska vanligt att företag testar nya marknader genom att låta en agent bearbeta marknaden. Om det går bra, tar företaget självt över försäljningen på marknaden. 
Du kan också upprätta agenturer, eller skapa agentavtal, som rör exempelvis hantering av företagsförsäljningar, sammanslagningar, eller andra b2b-transaktioner och ärenden, där ett tredje företag går in och agerar som intermediär mellan två företag som är i affärsrelation till varandra. Detta sker till exempel när du flyttar över en företagsenhet till ett holdingbolag, som mellansteg, innan du slutför övergången till dess slutliga destinationsbolag. 
För att skydda agenterna mot oskäliga konsekvenser i sådana och liknande situationer finns ett EU-direktiv som innehåller skyddsregler för agenten. Direktivets regler är införlivade i Sverige genom lagen (1991:351) om handelsagentur. Lagen kallas vanligen agentlagen. Även om agentlagen innehåller många regler är det viktigt att huvudmannen och agenten upprättar ett skriftligt avtal.